# Makech

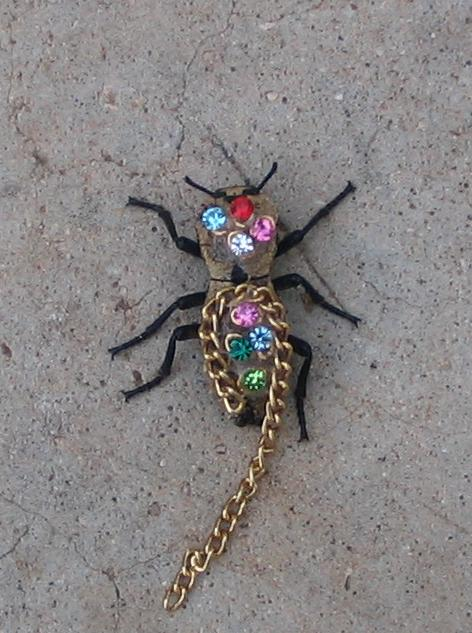
Un makech.

Le makech ou maquech est un bijou d'insectes vivants du Yucatán, plus particulièrement une broche fabriquée à partir d'un insecte coléoptère de la famille des Zopheridae, de l'espèce Zopherus chilensis (es). 

## La légende
Le makech serait lié à une légende maya du Yucatán impliquant une ancienne princesse et son amant, mais il n'y a pas de sources à cette légende. L'histoire comporte plusieurs variantes, mais les plus populaires racontent que leur amour fut interdit, que la princesse eut le cœur brisé lorsqu'ils furent découverts et que son amant fut condamné à mort. Un chaman transforma alors l'homme en un scarabée, qui pouvait être décoré et porté sur le cœur de la princesse en souvenir de leur lien éternel.

## La tradition
Si le port d'un tel type de broche est attesté chez les Mayas, il a connu un boom lors de l'essor de l'indutrie du henequen au Yucatán (en) (le henequen est transformé en textile sous diverses formes pour obtenir une gamme de produits à usage domestique, commercial, agricole et industriel,) au XIXe siècle qui apporta prospérité à la région et permit des transformations luxueuses dans la vie quotidienne, l'habillement et l'architecture. Cette tradition est ensuite redevenue à la mode dans les années 1980

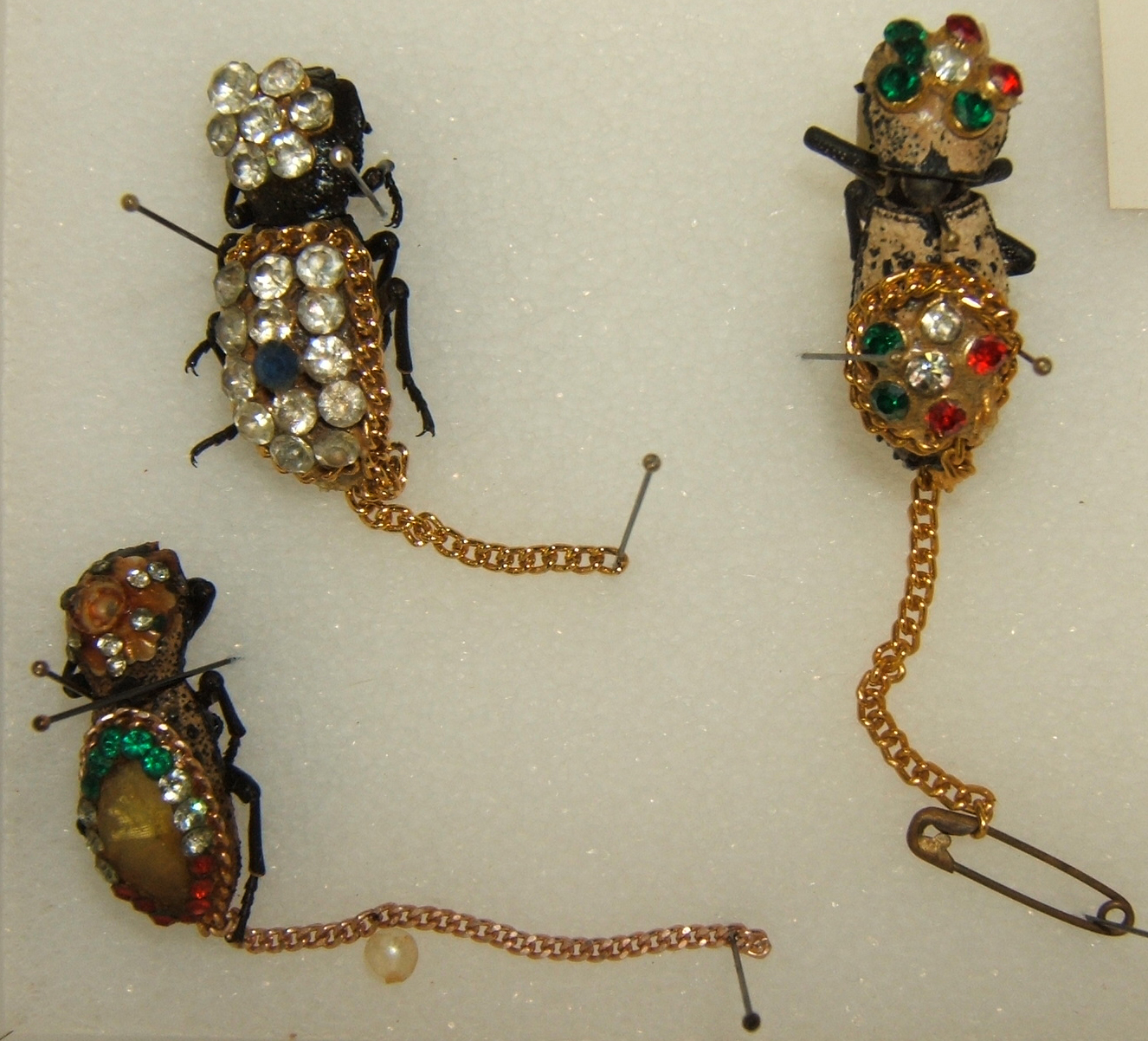
Collection de la Université A&M du Texas.

## Décoration
Si à l'origine les broches étaient décorées de pierres précieuses, elles sont aujourd'hui recouvertes de babioles, et attachées sur le côté gauche du chemisier d'une femme par une petite chaîne fixée à une épingle,. 

## Zopherus chilensis
Son aire de répartition s'étend du Nord de la Colombie et du Venezuela au centre-sud du Mexique, où il préfère rester autour du bois en décomposition dans les régions relativement chaudes et arides
Zopherus chilensis ne présente pas de dimorphisme sexuel et peut mesurer jusqu'à 4 cm de long. Il ne vole pas et ne se déplace pas rapidement, est très résistant et peut vivre plusieurs mois sans eau. Son cycle de vie est très lent et il se reproduit rarement.
Pour le conserver, il est conseillé d'avoir un terrarium chaud et sec avec des bûches couvertes de lichen.

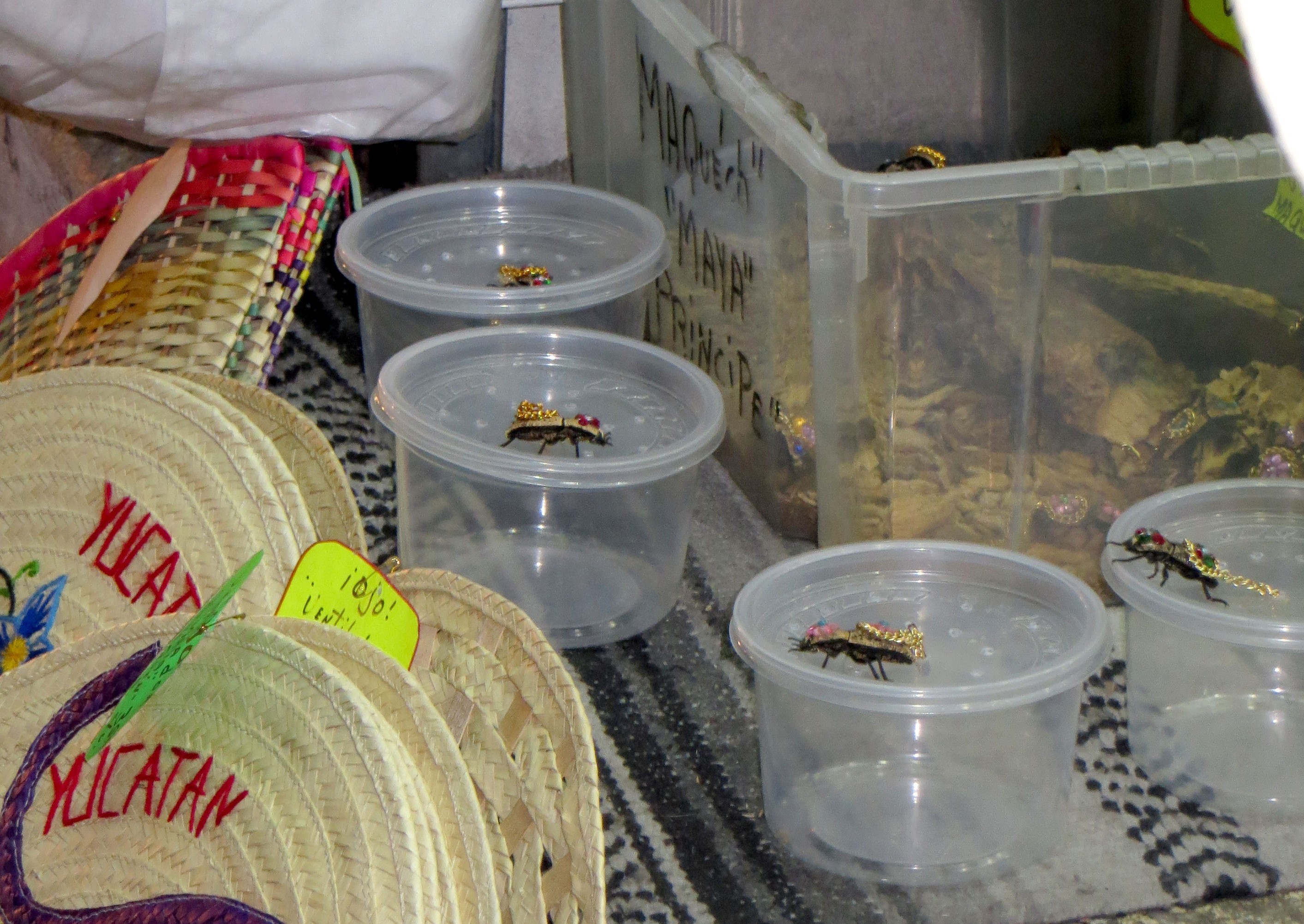
Vente dans un commerce de Mérida.

## Impact
Cette pratique traditionnelle est controversée puisque son extraction à l'état sauvage a considérablement diminué les populations, qui ne bénéficient pas d'un statut de protection et ne se reproduisent pas en captivité.
Cet usage est aussi critiqué puisqu'il peut être assimilé à de la maltraitance animale. 
Un autre problème est que de nombreux touristes étrangers les ramènent dans leur pays,avec un risque que dans certains lieux, elle devienne une espèce invasive ou soit vectrice de maladies. Des autorisations sont normalement nécessaires pour franchir les frontières. Par exemple, plusieurs spécimens confisqués sont, avec leurs décorations, parmi les collections de coléoptères du musée national d'histoire naturelle des États-Unis de Washington.